# Popadia
Popadia (ukr. Попадя) – szczyt na Ukrainie, w Gorganach, o wysokości 1740 m n.p.m.

## Geografia
W partii szczytowej występują rumowiska skalne (gorgan) i kosówka. Rozległa panorama górska.
Sąsiedni wierzchołek masywu nosi nazwę Małej Popadii (1598 m n.p.m.).

## Historia

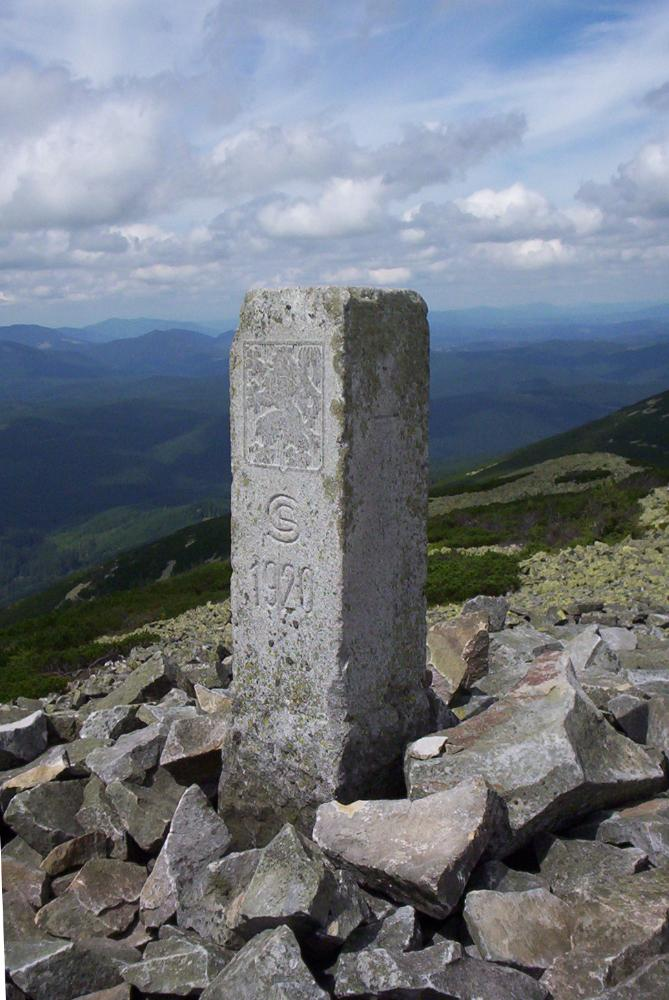
Dawny znak graniczny na szczycie, 2007 r.

Na początku lat 40. XIX w. na szczyt Popadii wszedł – jako pierwszy znany turysta – Wincenty Pol w trakcie swych wędrówek po Karpatach Wschodnich.
Na wierzchołku i stokach Popadii jest zachowanych kilka pierścieni okopów z I wojny światowej.

### Granica państwowa
Do 1772 przez szczyt Popadii biegła granica między Koroną Królestwa Polskiego a Królestwem Węgier. W dwudziestoleciu międzywojennym przed II wojną światową przez szczyt (słupek graniczny stoi na szczycie do dziś) przechodziła południowa granica Rzeczypospolitej Polskiej, pierwotnie granica polsko-czechosłowacka, a po aneksji Zakarpacia w marcu 1939 r. granica polsko-węgierska, która istniała do 28 września 1939 r. a formalnie do 31 grudnia 1945.